# Beuzeville-au-Plain
Beuzeville-au-Plain era una comuna francesa situada en el departamento de Mancha, de la región de Normandía, que el 1 de enero de 2016 pasó a ser una comuna delegada de la comuna nueva de Sainte-Mère-Église al fusionarse con las comunas de Chef-du-Pont, Écoquenéauville, Foucarville y  Sainte-Mère-Église.

## Demografía
| Gráfica de evolución demográfica de Beuzeville-au-Plain entre 1800 y 2013 |
|                                                                           |

Los datos demográficos contemplados en este gráfico de la comuna de Beuzeville-au-Plain se han cogido de 1800 a 1999 de la página francesa EHESS/Cassini, y los demás datos de la página del INSEE.